# Wschód (program telewizyjny)
Wschód (dawniej Studio Wschód) – cotygodniowy magazyn telewizyjny o tematyce kresowej emitowany od 2001 roku na antenach TVP Polonia i TVP3 Wrocław.
Autorką programu jest redaktor Grażyna Orłowska-Sondej, która wraz z ekipą programu, dokumentuje życie Polaków i osób polskiego na dawnych Kresach Wschodnich (głównie na Ukrainie) oraz przybliża polskie dziedzictwo historyczne i kulturowe. Z audycją jest związana Fundacja „Studio Wschód” – organizator akcji Mogiłę pradziada ocal od zapomnienia.